# روزی روزگاری یک شهر کوچک
روزی روزگاری یک شهر کوچک (انگلیسی: Once Upon a Small Town؛‏ کره‌ای: 어쩌다 전원일기) یک مجموعه تلویزیونی محصول کره جنوبی سال ۲۰۲۲ به کارگردانی کوان سوک جانگ و با بازی جوی، چو یونگ وو، بک سونگ چول و جونگ سوک یونگ است. این مجموعه بر پایه یک وب ناول اثر پارک ها مین است. این مجموعه از ۵ تا ۲۸ سپتامبر ۲۰۲۲، روزهای سه‌شنبه و چهارشنبه ساعت ۱۹:۰۰ (کی‌اس‌تی) از کاکائو تی‌وی پخش شد. این مجموعه همچنین برای استریم در نتفلیکس در مناطق منتخب قابل دسترسی است.